# Joachim Friedrich Bolten
Joachim Friedrich Bolten (* 11. August 1718 in Horst (Holstein); † 6. Januar 1796 in Hamburg) war ein deutscher Arzt und Conchologe. Sein zoologisches Autorenkürzel lautet Bolten (Bolt.).

## Leben und Wirken

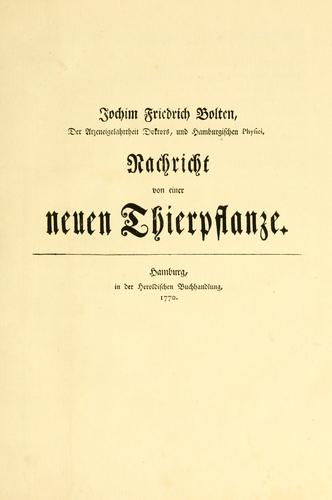
Jochim Friedrich Bolten, der Arzeneigelahrtheit Doktors und Hamburgischen Physici, Nachricht von einer neuen Thierpflanze. Hamburg in der Heroldischen Buchhandlung 1770

Bolten war der Sohn des Pastors Johann Bolten, der 1758 als Propst in Altona starb, und seiner Frau Anna Gertrud, einer Tochter des Archidiakons von St. Katharinen in Hamburg, Matthias Biester. Er studierte Medizin an der Universität Halle und wurde hier bei Georg Christian Maternus de Cilano 1740 zum Dr. med. promoviert. Er praktizierte als Arzt in Hamburg und wurde am 23. Januar 1747 zum Subphysikus und am 24. Mai 1754 zum Stadtphysikus ernannt. Er war ein Gegner der Einführung der Blattern-Impfung und hatte mit Johann Albert Heinrich Reimarus darüber eine heftige literarische Auseinandersetzung. Bolten war auswärtiges Mitglied der Gesellschaft Naturforschender Freunde zu Berlin.
Joachim Friedrich Bolten besaß ein Kunstkabinett. Dazu gehörten eine umfangreiche Bibliothek und Gemälde u. a. von Carlo Lotti, [David] Köning (Konning), J.[ohann] Steen, Weeninx, B. Denner u. a. Bolten trug in jahrelanger Sammeltätigkeit  ein Conchyliencabinet zusammen, das zu seiner Zeit als einzig in seiner Art galt. Unter den Amphibien hatte er ein Krokodil mit schmalen, langem Rachen.
Am 7. September 1751 heiratete er Anna Maria, die Tochter des Kaufmanns Joachim Helwig Sillem. Sie gebar ihm 15 Kinder, von denen ihn jedoch nur ein Sohn und vier Töchter überlebten. Sein Sohn Johann Joachim (1752–1835) war hamburgischer Domherr und ab 1798 Rittergutsbesitzer des Gutes Kloddram in Vellahn in Mecklenburg. Zu seinen Enkeln gehörten der Rostocker Ehrenbürger Carl Alexander Bolten und der Hamburger Reeder August Bolten (1812–1887).

## Museum Boltenianum
Unter dem Titel Museum Boltenianum begann Johann Dominikus Schultze (1751–90) in Hamburg, eine Beschreibung heftweise herauszugeben, von der aber nur wenige Bogen erschienen. Peter Friedrich Röding, der zu dieser Zeit noch  Direktor des Johanneums und Oberbibliothekar der Stadtbibliothek war, gab 1798 einen Katalog nach der 13. Auflage des linnéischen Systems mit einer lateinischen Vorrede von Anton August Heinrich Lichtenstein heraus.  Ein Auktionskatalog von Johannes Noodt unter dem Titel Museum boltenianum 1819 war eine Neuauflage. Der Katalog fand wenig Beachtung, und die Sammlung wurde mit der Auktion vom 26. April 1819 zerstreut, wobei Röding allerdings einige Exemplare für seine eigene Sammlung erwarb. Erst nach der Herausgabe eines Faksimiledrucks der Ausgabe von 1798 nach dem Exemplar des Britischen Museums erkannte William Healey Dall 1915, dass er neue gültige Taxa enthielt, wenn auch mit langen Namen und nur kurzen Beschreibungen.

## Werke
- Bibliotheca Bolteniana sive Catalogus librorum rarissimorum, nitidissime compactorum ex omni genere scientiarum, ... Hamburgi : Typis Trappii, [um 1794]
- Museum Boltenianum sive Catalogus cimeliorum e tribus regnis naturae, quae olim collegerat Joach Frieder Bolten, M. D. per XL annos Proto physicus Hamburgensis / P. 2. [Pars secunda] Continens Conchylia sive Testacca univalvia, bivalvia & multivalvia. (1798), (Digitalisat)

- Neudruck London: British Museum 1906, Digitalisat

- Joachimi Friderici Bolten medicinæ doctoris et physici Hamburgensis ad illustrem systematis naturæ authorem Carolum a Linné equitem auratum Epistola de novo quodam zoophytorum genere, Herold, Hamburg 1771, Digitalisat

- William Healey Dall: An Index to the Museum Boltenianum, Smithsonian Institutio, 1915, Digitalisat

- Nachricht von einer neuen Thierpflanze. Herold, Hamburg 1770, Digitalisat
- Nachricht von einer in dem rechten Eierstock geschehenen Empfängnis eines Kindes, in:  Hamburgisches Magazin, oder Gesammelte Schriften zum Unterricht und Vergnügen aus der Naturforschung und den angenehmen Wissenschaften überhaupt, 1. Bd., Adam Heinrich Holle, Hamburg, 1748, S. 92 ff., Digitalisat.

## Porträts
- je ein Porträt von Bolten und seiner Frau von Balthasar Denner[4]